# Désirée Gay
Désirée Gay, född 1810, död 1891, var en fransk socialist och feminist.